# Comunitat de municipis del Cap-Sizun
La Comunitat de municipis del Cap-Sizun (en bretó Kumuniezh kumunioù Bro ar C'hab) és una estructura intercomunal francesa, situada al departament del Finisterre a la regió Bretanya, al País de Cornualla. Té una extensió de 177,33 kilòmetres quadrats i una població de 16.010 habitants (2006).

## Composició
Agrupa 11 comunes (el cantó de Pont-Croix, sense l'île de Sein):
1. Audierne
2. Beuzec-Cap-Sizun
3. Cléden-Cap-Sizun
4. Confort-Meilars
5. Esquibien
6. Goulien
7. Mahalon
8. Plogoff
9. Plouhinec
10. Pont-Croix
11. Primelin.

## Funcions
La comunitat de comunes del Cap-Sizun és administrada per un consell comunitari compost de 37 electes designats pels consells municipals. El consell comunitari constitueix l'òrgan de decisió de la col·lectivitat.
En contrast amb una comuna que té una competència general, la comunitat de municipis intervé únicament en el context de les competències fixades pels seus estatuts: l'acció econòmica, el benestar social, l'acció mediambiental, equipament i serveis d'interès comunitari.